# Міська рада Нью-Йорка

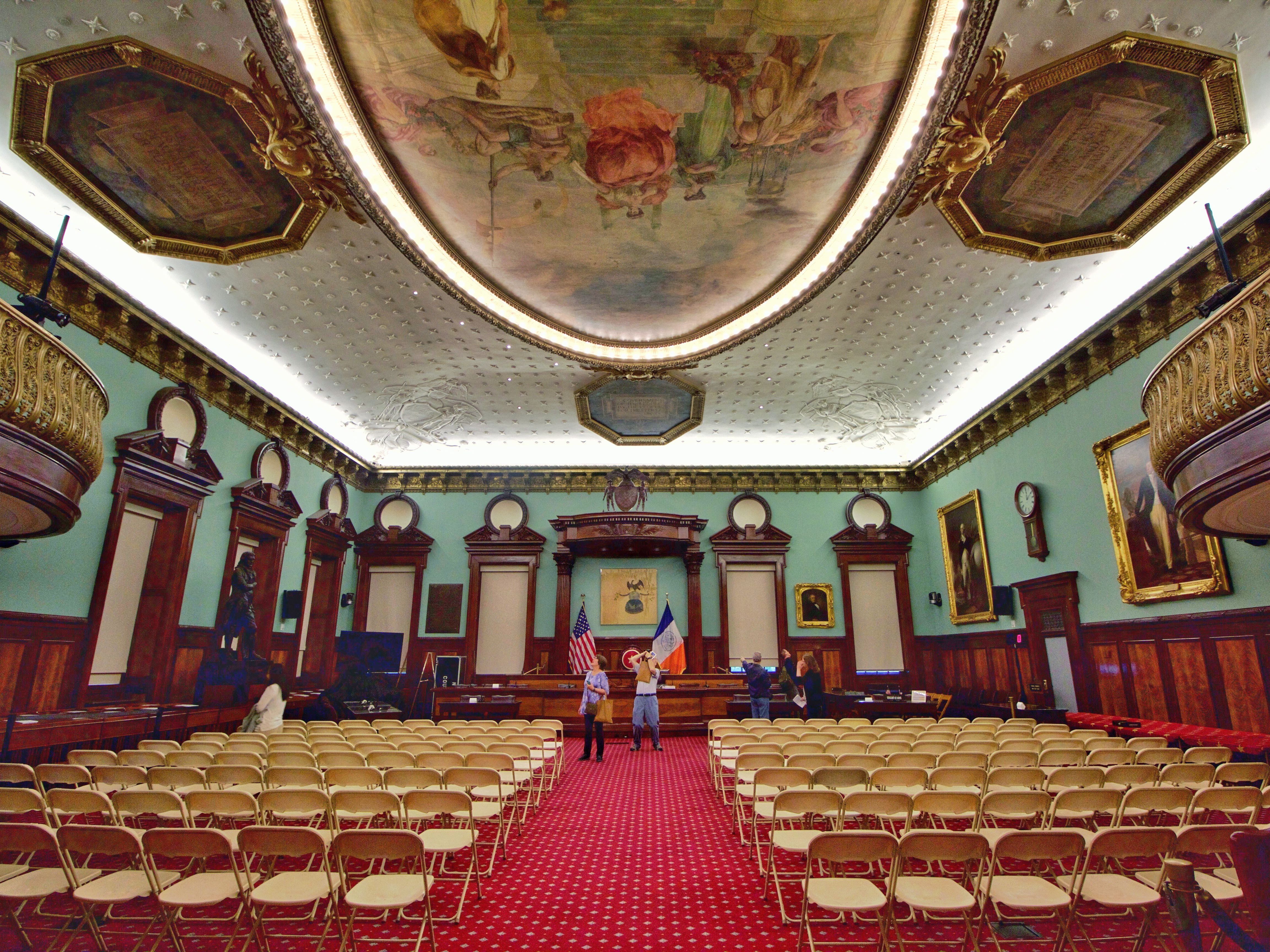
Зала засідань Міської ради

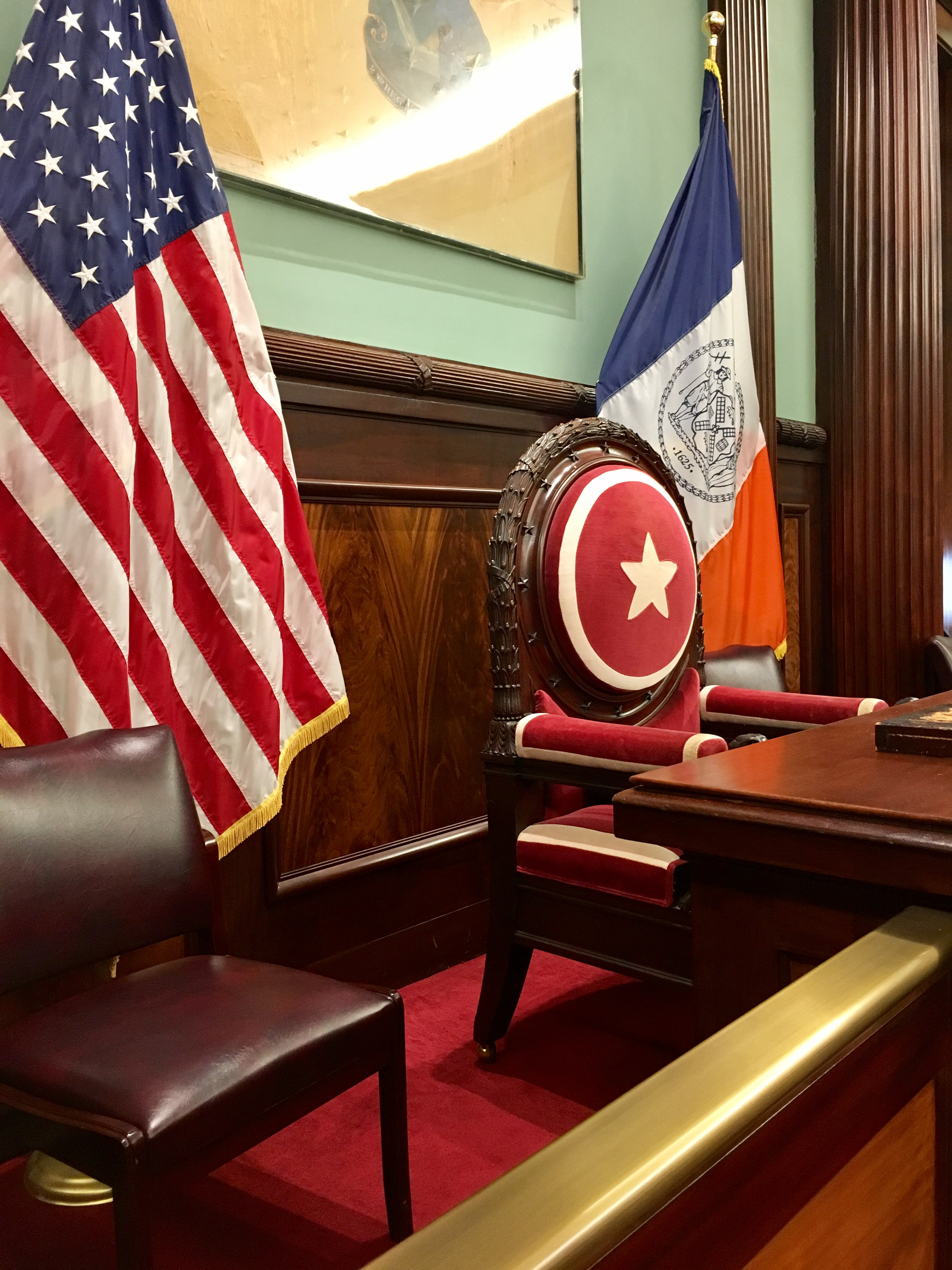
Президія в залі засідань Міської ради

Міська рада Нью-Йорка (англ. New York City Council) — законодавчий орган американського міста Нью-Йорк. Вона є однопалатним органом із 51 депутата, які обираються із 51 виборчого округу, які розкидані по усіх п'яти боро Нью-Йорка. В Брукліні є 18 виборчих округів, в Квінзі 14, на Мангеттені 10, в Бронксі 8 і на Стейтен-Айленд їх 3. Міська рада є важливою складовою системи стримувань і противаг в уряді Нью-Йорка, вона врівноважує владу Мера Нью-Йорка. Міська рада здійснює нагляд за ефективністю роботи міських агентств та ухвалює рішення щодо землекористування, а також ухвалює законодавство з багатьох інших питань. Виключною компетенцією ради є ухвалення міського бюджету. З 2010 року кількість послідовних термінів для членів ради є обмеженою до двох, особа яка пробула в раді два терміни підряд може балотуватися знову не раніше ніж через чотири роки.
Головою міської ради є Спікер. Чинним Спікером є демократ Корі Джонсон. Спікер визначає порядок денний міської ради та головує на її засіданнях. Законопроєкти подаються через Офіс Спікера. Наразі абсолютну більшість в раді має Демократична партія, представлена 48 членами під лідерством Лорі Кумбо, республіканців всього троє, їхнім лідером є Стівен Маттео.
Міська рада Нью-Йорка має 35 постійних комітетів, які здійснюють нагляд за різними аспектами функціонування міського уряду. Кожен член міської ради є членом принаймні трьох постійних комітетів, спеціальних комітетів чи підкомітетів. Засідання постійних комітетів відбуваються як мінімум раз на місяць. Спікер, лідер більшості та лідер меншості за посадою формально входять до складу всіх комітетів.
Члени міської ради обираються на чотирирічні строки, окрім того, що кожні двадцять років на виборах, які відбуваються одразу після загальнонаціонального перепису населення, члени ради обираються на дворічні строки, одразу після зміни меж виборчих округів відповідно до перепису, щоб в кожному окрузі проживала приблизно однакова кількість виборців. Зокрема, після перепису населення в США 2020 року, в 2021 році відбудуться вибори до Ради міста Нью-Йорк, де членів ради буде обрано на дворічні терміни. Минулого разу членів ради на дворічні терміни обирали в 2001 році.
Наразі, члени ради отримують річну заробітну плату в розмірі 148 500 доларів на рік. До 2016 року зарплата складала 112 500 доларів. Члени ради не отримують додаткової оплати за роботу на посаді голови комітету або на будь-яких інших додаткових посадах. В 2011 році члени Ради міста Нью-Йорк отримували третю найбільшу заробітну плату в країні серед своїх колег, після Міської ради Лос-Анджелеса та Ради округу Колумбія.

## Історія
Історія Міської ради міста Нью-Йорк відслідковується до часів голандської колонізації, коли місто Нью-Йорк було відоме під назвою Новий Амстердам. Поселення Новий Амстердам було засноване в 1625 році на південному краї острова Мангеттен. 2 лютого 1653 року, статутом виданим Голландською Вест-Індійською компанією, поселенню Новий Амстердам було надано статус міста. Була утворена Рада законодавців, як місцевий законодавчий орган та як суд нижчої юрисдикції. Протягом 18-го та 19-го століть, місцевий законодавчий орган називався Загальною радою, а потім Радою старшин (1824-1937). В 1898 році, з об'єднанням декількох муніципалітетів в одне велике місто Нью-Йорк, законодавчий орган міста був перейменований та переформатований, а також була утворена Наглядова рада міста Нью-Йорк (з 8 осіб: Мер, Головний аудитор міста, голова Міської ради та Президенти кожного з п'яти боро), з певними адміністративними та фінансовими повноваженнями. Після серії змін, які відбулись в наступні роки, Рада міста Нью-Йорк утвердилась в остаточному сучасному вигляді в 1938 році за статутом, який зробив її єдиним законодавчим органом, а Наглядову раду міста Нью-Йорк головним адміністративним органом. Однак, деякі функції Ради міста Нью-Йорк все ще потребували погодження із Наглядовою радою.
Для перших виборів міської ради, які відбулись в 1938 році, використовувалась система єдиного перехідного голосу. До ради обирали 26 членів на дворічні терміни. Терміни були збільшені до чотирьох років у 1945 році, щоб вони мали однакову тривалість із терміном Мера міста Нью-Йорка. Пропорційне представництво було скасоване в 1947 році, в основному через тиск демократів, лякаючи всіх обранням комуністів до міської ради (двоє таки були обрані). Попередня виборча система була замінена на систему, за якою по одному члену міської ради обиралось з кожного виборчого округу Сенату штату Нью-Йорк, територія яких перебувала в межах міста. Також було введене положення, що по два члени ради обирались загальним голосуванням в кожному з п'яти боро, однак, в червні 1983 року федеральний суд постановив що ці десять мандатів, які обираються загальним голосуванням в п'яти боро, порушують положення про "одна людина — один голос", яке закріплене в Конституції США.
В 1989 році Верховний суд США постановив що Наглядова рада міста Нью-Йорк теж порушує правило "одна людина — один голос". У відповідь на це, був ухвалений новий статут, який ліквідовував Наглядову раду міста Нью-Йорк. Також, кількість місць міській раді була збільшена з 35 до 51. Міській раді були надані вичерпні повноваження щодо міського бюджету, а також щодо зонування та землекористування. В 1993 році Міська рада Нью-Йорка проголосувала за перейменування посади Президента Міської ради на Громадського адвоката міста Нью-Йорк. Як голова орган. Однак, після перегляду статуту міста в 2002 році, обов'язки головуючого були передані від Громадського адвоката Спікеру. Громадський адвокат залишається членом Ради без права голосу і виконує в місті роль омбудсмена.

### Обмеження кількості термінів
Обмеження кількості термінів у кількості двох було для членів Міської ради та всіх інших виборних міських посадовців було введене після міського референдуму 1993 року. Лідером руху за впровадження обмеження термінів був мільйонер Рональд Лаудер. В 1996 році виборці відхилили пропозицію збільшити макисмальну кількість термінів. На ці два референдуми Лаудер витратив близько чотирьох мільйонів доларів. Однак, в 2008 році під тиском тодішнього мера Майкла Блумберґ (який, як і багато членів міської ради, підходив до кінця свого другого терміну) Міська рада проголосувала за збільшення максимальної кількості термінів до трьох, відхиливши при цьому пропозицію винести питання на міський референдум.
Позови проти підвищення максимальної кількості термінів не були задоволені федеральним судом. Початкове рішення судді Окружного суду Східного округу Нью-Йорка було підтверджене Федеральним апеляційним судом другого апеляційного округу, а пропозиція постанови про скасування підвищення максимальної кількості термінів не знайшла підтримки в Легіслатурі штату Нью-Йорк. Виборці проголосували за відновлення обмеження кількості термінів у кількості двох на ще одному референдумі в 2010 році.

## Постійні комітети
- Комітет з допомоги при старінні
  - Підкомітет з центрів для літніх людей
- Комітет з громадянських прав та прав людини
- Комітет з державної служби і працевлаштування
- Комітет зі справ споживачів і ліцензування підприємств
- Комітет з контрактів
- Комітет з кримінальної юстиції
- Комітет з культурних справ, бібліотек та міжнародних відносин
  - Підкомітет з бібліотек
- Комітет з економічного розвитку
- Комітет з освіти
- Комітет із захисту довкілля
- Комітет з фінансів
  - Підкомітет з бюджету
- Комітет з надзвичайних ситуацій
- Комітет із загального благополуччя
- Комітет з функціонування уряду
- Комітет з охорони здоров'я
- Комітет з вищої освіти
- Комітет з житлового господарства та будівництва
- Комітет з імміграції
- Комітет з ювенальної юстиції
- Комітет із землекористування
  - Підкомітет з визначних пам'яток, громадських місць та мореплавання
  - Підкомітет з питань планування, диспозицій та концесій
  - Підкомітет із зонування і франшиз
- Комітет з психічного здоров'я, алкоголізму, зловживання наркотиками та інвалідності
- Комітет з аудиту і розслідувань
- Комітет з парків і місць відпочинку
- Комітет з державного житла
- Комітет з громадської безпеки
- Комітет з відновлення та стійкості
- Комітет з регламенту, пільг та виборів
- Комітет з комунального господарства та поводження з твердими відходами
- Комітет з малого бізнесу
- Комітет зі стандартів та етики
- Комітет із законодавства рівня штату та федерального
- Комітет з технологій
- Комітет з транспорту
- Комітет зі справ ветеранів
- Комітет з набережних
- Комітет з прав жінок
- Комітет зі справ молоді